# Woodingdean
Woodingdean es una localidad situada en la autoridad unitaria de Brighton & Hove, en Inglaterra (Reino Unido), con una población estimada a mediados de 2016 de 10 016 habitantes.
Se encuentra ubicada al sur de la región Sudeste de Inglaterra, en el condado de Sussex Oriental, cerca de la costa del canal de la Mancha.